# Kemeria Abajobir Abajifar
Kemeria Abajobir Abajifar (nacida el 19 de junio de 1972) es una personalidad real etíope. Es la bisnieta de Abba Jifar II, el gobernante del Reino etíope de Jimma desde 1878 a 1932, y la sobrina de Ababiya Abajobir, un miembro fundador del Frente de Liberación Oromo. El conde Alexandre de Lesseps terminó su matrimonio con la personalidad de la telerrealidad Luann de Lesseps debido a su relación con ella.